# Oberonia obcordata
Oberonia obcordata är en orkidéart som beskrevs av John Lindley. Oberonia obcordata ingår i släktet Oberonia och familjen orkidéer. Inga underarter finns listade i Catalogue of Life.